# George Lansbury
George Lansbury (ur. 21 lutego 1859 w Halesworth, zm. 7 maja 1940 w Londynie) – brytyjski polityk, członek Partii Pracy, minister w drugim rządzie Ramsaya MacDonalda.
Początkowo związany był z Partią Liberalną. W 1886 r. był członkiem sztabu wyborczego Samuela Montagu w wyborach powszechnych 1886 r. oraz Jane'a Cobdena w wyborach do rady hrabstwa Londynu w 1889 r. Kiedy w tym samym roku Narodowa Federacja Liberalna odrzuciła jego propozycję wprowadzenia 8-godzinnego dnia pracy, Lansbury przyłączył się do National Union of Municipal and General Workers. W 1892 r. wystąpił z Partii Liberalnej i przeszedł do Federacji Socjaldemokratycznej (SDF). Był założycielem oddziału federacji w Bow and Bromley.
Lansbury dwukrotnie bez powodzenia kandydował z ramienia SDF w wyborach parlamentarnych. W 1903 r. wstąpił do Niezależnej Partii Pracy. W 1910 r. został wybrany do Izby Gmin z okręgu Bow and Bromley. Dwa lata później wziął udział w sporze z rządem na tle równouprawnienia kobiet. W październiku 1912 r. zrezygnował z mandatu parlamentarnego, by zwrócić uwagę na położenie przetrzymywanych w więzieniach sufrażystek. Wystartował w rozpisanych wówczas w wyborach uzupełniających mając poparcie Women’s Social and Political Union, ale wybory te przegrał i na 10 lat znalazł się poza parlamentem. W tym czasie kontynuował wsparcie dla sufrażystek. W 1913 r. został oskarżony o podżeganie słowne i osadzony w więzieniu Pentonville.
W 1912 r. brał udział w utworzeniu czasopisma socjalistycznego Daily Herald. Tuż przed I wojną światową został jego redaktorem. Po wybuchu konfliktu Lansbury publikował na jego ławach teksty antywojenne. W 1922 r. z powodu braku funduszy sprzedał czasopismo Kongresowi Związków Zawodowych i Partii Pracy. W 1922 r. Lansbury powrócił do Izby Gmin, ponownie z okręgu Bow and Bromley.
Między 1925 a 1927 Lansbury wydawał gazetkę Lansbury's Labour Weekly. W 1927 r. został przewodniczącym Parlamentarnej Partii Pracy i był nim do 1928 r. W drugim rządzie MacDonalda w latach 1929–1931 był pierwszym komisarzem ds. prac publicznych. W 1931 r. sprzeciwił się powołaniu rządu narodowego i wraz z większością laburzystowskich deputowanych przeszedł do opozycji. Lansbury należał do grona nielicznych czołowych polityków Partii Pracy, którzy utrzymali się w parlamencie po porażce partii w wyborach 1931 r.
Jednym z deputowanych którzy utracili wówczas swoje mandaty był lider partii, Arthur Henderson. Zrezygnował on ze swojego stanowiska w 1932 r. Jego następcą został Lansbury. Nowy lider znany był ze swoich pacyfistycznych poglądów, co z biegiem czasu coraz częściej powodowało konflikty z klubem parlamentarnym. W 1935 r. doszło do sporu na tle nałożenia sankcji na Włochy po inwazji na Abisynię. Większość deputowanych Partii Pracy domagała się, aby klub zagłosował za sankcjami, czmu jednak sprzeciwiał się Lansbury. Wkrótce jednak jego pozycja w partii osłabła, gdy do dymisji podali się jego stronnicy - lider partii w Izbie Lordów lord Ponsonby oraz członek Narodowego Komitetu Wykonawczego Stafford Cripps. Wówczas również Lansbury zrezygnował ze swojego stanowiska.
W kolejnych latach Lansbury stał na czele No More War Movement, przewodniczył War Resisters' International oraz Peace Pledge Union. Przed II wojną światową podróżował po Europie działając na rzecz utrzymania pokoju. Odwiedził wówczas m.in. Adolfa Hitlera i Benito Mussoliniego. Zmarł na raka w 1940 r. Manor House Hospital w Londynie.